# Вергенция

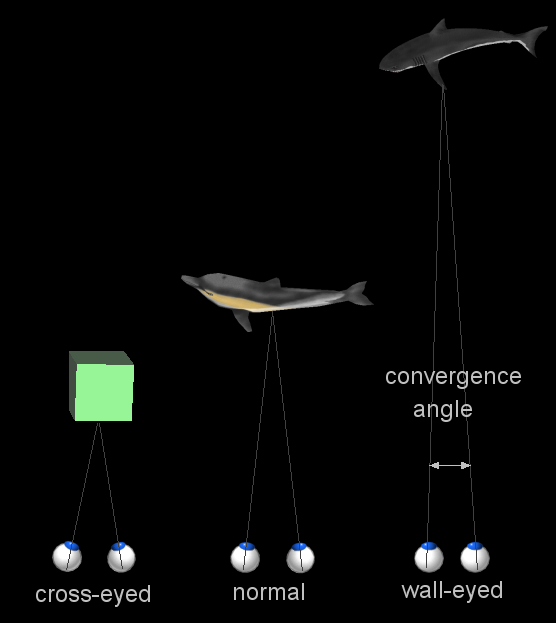
Два глаза сходятся, нацелившись на объект.

 Вергенция (от лат. vergere «клониться, склоняться») — одновременное движение обоих глаз в противоположных направлениях, чтобы получить или сохранить целостное бинокулярное зрение.
Когда существо с бинокулярным зрением смотрит на объект, глаза должны повернуться вокруг вертикальной оси так, чтобы спроектировать изображения в центр сетчатки каждого глаза. Чтобы посмотреть на близкий объект, глаза поворачиваются навстречу друг другу (конвергенция), в то время как для удаленного объекта они отворачиваются друг от друга (дивергенция). Чрезмерная конвергенция называется перекрёстным взором (с фокусом на носу, например). Если смотреть на расстоянии, глаза расходятся до параллели, эффективно фиксируют точку в бесконечности (или очень удалённую).
Вергентные движения тесно связаны с аккомодацией глаза. При нормальных условиях, изменение фокусировки глаза, чтобы смотреть на объекты на различном расстоянии будет автоматически вызывать конвергенцию и аккомодацию, иногда известные как аккомодационно-конвергенционный рефлекс .
В отличие от скоростей саккадных движений 500 °/с, вергентные движения гораздо медленнее, около 25 °/с. Глазодвигательные мышцы имеют два типа волокон, каждое со своей собственной иннервацией, следовательно двойной механизм.

## Типы
Следующие виды вергенции действуют в суперпозиции:
- Тоническая вергенция: Вергентность при нормальном экстраокулярном мышечном тонусе, без аккомодации и без стимуляции к бинокулярному слиянию. Тоническая вергенция — движение глаз из анатомического положения покоя (положение без иннервации) в физиологическое положение покоя.[2]
- Аккомодативная вергенция: вергенция с целью фокусировки.
- Фузионная вергенция: (также: вергенция несоответствия , вергенция несоответствия движения или рефлекс вергенции[2]): вергенция, индуцированная стимулом бинокулярного слияния.
- Проксимальная вергенция: вергенция из-за сознательной фиксации объектов находящихся рядом или далеко при отсутствии несоответствия и сигналов для аккомодации. Это включает в себя также вергенцию, связанную с намерением субъекта разглядеть объект в темноте.[3]

Проксимальнную вергенцию иногда называется волевой вергенцией, которая, однако, в более общем случае означает вергенцию волевого управления и иногда считается вергенцией пятого типа. Волевая вергенция также требуется для просмотра автостереограмм а также для волевого пересечения взгляда. Волевая конвергенция, как правило, сопровождается аккомодацией и миозом (сужение зрачка); Однако часто, в широкой практике, люди могут научиться диссоциации аккомодации и вергенции.
Вергенция также обозначается в соответствии с её направлением: горизонтальная вергенция, вертикальная вергенция и цикловергенция (кручение). Горизонтальная вергенция далее разделяется на конвергенцию (иначе говоря: положительную вергенцию) и дивергенцию (иначе говоря: отрицательную вергенцию). Вергентные движения глаз являются результатом деятельности шести глазодвигательных мышц. Они управляются тремя черепными нервами: отводящий нерв, блоковый нерв и глазодвигательный нерв. Горизонтальная вергенция обеспечивается, главным образом, медиальной и латеральной мышцами.

### Конвергенция
В офтальмологии конвергенция — одновременное движение внутрь обоих глаз друг к другу, как правило, в целях поддержания единого бинокулярного зрения при просмотре объектов. Только это не сопряжённое движение, а лишь аддукция глаз. Конвергенция является одним из трех процессов глаза, которые правильно фокусируют изображение на сетчатке. Зрительная ось каждого глаза будет указывать на интересующий объект для того, чтобы его правильно сфокусировать. Это действие опосредуется медиальной прямой мышцей, которая иннервируется черепным нервом. Это является одним из видов вергенции, которая выполняется внешними мышцами. Диплопия (как правило, так называют двоение в глазах) может произойти, если одна из внешних мышц глаза слабее, чем другая. Это происходит потому, что рассматриваемый объект проецируется на различные части сетчатки глаза, в результате чего мозг видит два изображения.
Недостаточность конвергенции является общей глазной проблемой и главной причиной усталости глаз, помутнения зрения, и головных болей. Эта проблема чаще всего встречается у детей.
Близость точки конвергенции (NPC) измеряется путём подведения объекта к носу и наблюдая, когда пациент начинает видеть двоение, или когда один глаз уже не отклоняется. Нормальные значения NPC — до 10 см. Любое значение NPC на удалении большем, чем 10 см, как правило, следствие высокой экзофории вблизи.

### Дивергенция

Дивергенция правого глаза при относительной стабильности левого — пример частичной дивергенции

Дивергенцией в офтальмологии называется одновременное движение вовне обоих глаз друг от друга, как правило, в целях сохранения бинокулярного зрения при просмотре объектов. Это является одним из видов вергентного движения глаз.

## Вергентные дисфункции
В число вергентных дисфункций входит:
- Базовая экзофория
- Недостаточность конвергенции
- Микропсическая конвергенция
- Избыточность дивергенции
- Базовая эзофория
- Избыточность конвергенции
- Недостаточность дивергенции
- Дисфункция фузионной сходимости
- Гетерофория

Существует доказательства связи между вергентными аномалиями, в котором есть обратное пересечение фовеальной проекции, так, что стимулирование фовеальной конвергенции исполняется в виде движения дивергенции (вместо движения конвергенции) и появления шизофрении . В этом случае оба условия поддаются лечению с помощью безнейролептических методов.